# Poiana Mărului (okręg Suczawa)
Poiana Mărului – wieś w Rumunii, w okręgu Suczawa, w gminie Mălini. W 2011 roku liczyła 1091 mieszkańców. 